# Коломенский уезд
Коло́менский уе́зд — административная единица в составе Московской губернии, существовавшая до 1929 года. Центр — город Коломна.

## Общая информация
В административно-территориальном отношении уезд делился на станы и волости. Волости оставались средоточием великокняжеских владений, в станах группировались поместья и вотчины служилых людей. Преобладающим типом светского землевладения в XV веке стало поместье. Вотчины доминируют в центральной части уезда, поместья же рассеяны по всей его территории.
Коломенский уезд по своему происхождению разнился с другими уездами Подмосковья, выросшими из бывших удельных княжеств. Он сложился в ходе обособления части великокняжеских волостей при образовании Московского уезда. Поскольку земли обоих уездов принадлежали одному хозяину — великому князю, граница между ними пролегала произвольно.
На протяжении нескольких столетий Коломенский уезд занимал обширную территорию. В него полностью или частично входили 9 современных районов и 2 городских округа Московской области: Егорьевский, Зарайский, Каширский, Луховицкий, Ногинский, Раменский, Серпуховский и Ступинский, городские округа Озёры, Подольск.

## История
Точное время заселения территорий Коломенского уезда неизвестно, тем не менее достоверно известно, что во II—VIII веках пришли сюда с юга славяне—вятичи. До прихода славян на территории Коломенского уезда существовали стоянки финно-угорских племён.

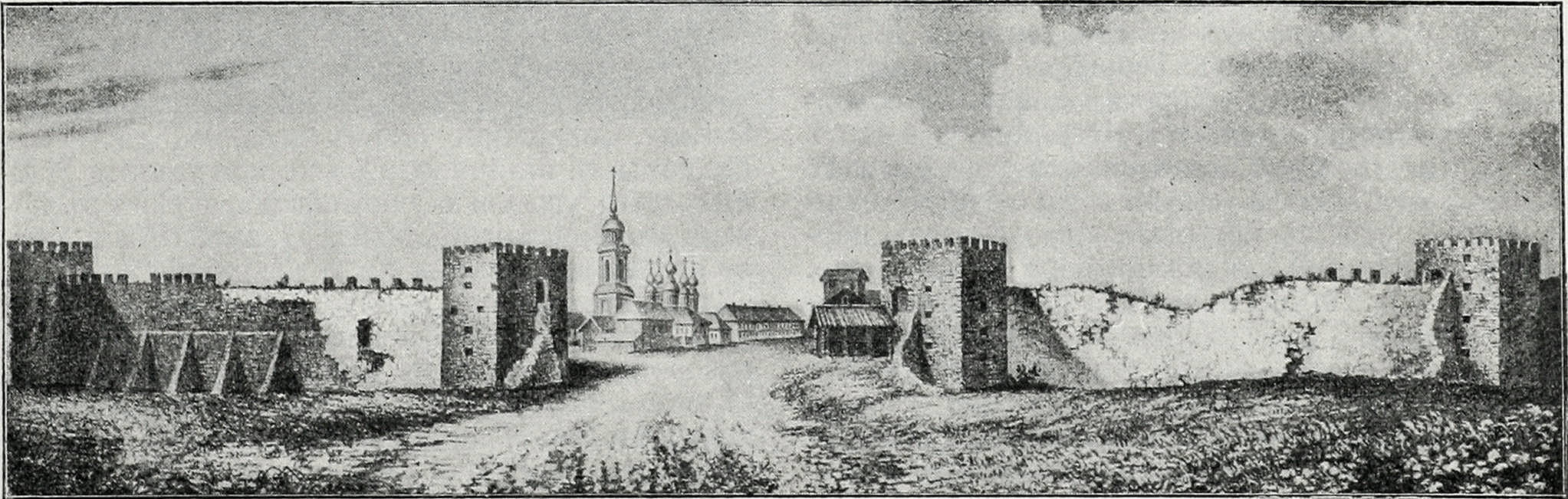
Древняя крепость в Коломне
(рисунок из статьи «Коломна»
«Военная энциклопедия Сытина»)

Первые сведения о «волостях коломенских», составивших территорию Коломенского уезда (позднее — района), восходят к 1339 году и встречаются в духовной грамоте (завещании) великого князя Московского Ивана Калиты.
В XVI веке на территории уезда насчитывалось более 1400 сёл, селец, деревень, погостов, пустошей и починков. Основным типом сельского населённого пункта в то время являлась деревня.
В XVII веке Коломенский уезд состоял из 11 станов и 10 волостей. На его территории находилось 1564 населённых пункта: 97 сёл, 189 селец, 564 деревни, 3 погоста, 18 починков, 584 пустоши и 109 селищ. Во время смутного времени многие поселения были опустошены и в конце 1620-х годов 837 поселений пустовало.
Губернская реформа 1781 года, проведённая правительством Екатерины II, привела к образованию новых и перекраиванию границ старых административно-территориальных единиц. Из Коломенского уезда выделились Богородский, Бронницкий, Каширский и Серпуховский уезды Московской губернии, Егорьевский и Зарайский уезды Рязанской губернии. По окончании реформы в уезде было 269 селений. А уже в 1890 году в уезде существовало 333 сел и 5 поселков.

## Административное деление
До губернской реформы Екатерины II Коломенский уезд делился на следующие станы и волости:
- Большой Микулин стан
- Комаревский стан
- Усмерский стан
- Пахрянский стан
- Деревенский стан
- Левычинский стан
- Песоченский стан
- Каневский стан
- Брашевский стан
- Маковский стан
- Скулневский стан
- Крутинская волость
- Мещерская волость
- Холмовская волость
- Мезынская волость
- Раменская волость
- Высоцкая волость
- Дарицкая волость
- Оглоблинская волость
- Алексеевская волость
- Малинская волость

Особыми частями Коломенского уезда являлись дворцовые волости:
- с. Горы (с деревнями Озеро, Маркова, Каменка, Стряпкова, Варищи, Холмы)
- с. Никоновское
- с. Шкинь (с с. Борисовское и деревнями Куземкина и Новоселки)
- с. Сандырево
- с. Северское
- с. Черкизово (с деревнями Бортникова, Малышева, Дуброва, Подлужье, Конев Бор)
- с. Мячково (с д. Санино)
- с. Степановское (с деревнями Лысцова, Аргунова, Юсупова, Майкова, Чеботиха)
- с. Бронницы (с приселками Брашева, Велино, деревнями Новоселова, Колупаева)
- с. Дединово (с деревнями Клин, Пирочи)
- с. Тетерино (с деревнями Капустина, Федина, Захарова, Локтева)

По мере раздачи дворцовых волостей помещикам, они включались в состав соседних станов и волостей.
Данное деление просуществовало до губернской ревормы Екатерины II. В конце XVIII — первой половине XIX вв. деления уезда на волости не существовало, оно было восстановлено (в новых границах) после отмены крепостного права.
В 1917 году уезд делился на волости:
- Акатьевская
- Бояркинская
- Верховлянская
- Глебовская
- Горская
- Колыберевская
- Куртинская
- Малинская
- Мещеринская
- Мячковская
- Непецинская
- Парфентьевская
- Протопоповская
- Сандыревская
- Суковская
- Федосьинская

В 1924 году в состав Коломенского уезда входило 2 стана и 16 волостей. Наиболее значительными были сёла Озеры, Горы, Белые Колодези, Малино.

## Уездные предводители дворянства
| Время службы  | Имя                                 | Титул, чин, звание                      |
| ------------- | ----------------------------------- | --------------------------------------- |
| 1782—1785     | Татищев Яков Афанасьевич            | гвардии ротмистр                        |
| 1785—1788     | Черкасский Борис Михайлович         | князь, статский советник                |
| 1788—1797     | Гагарин Пётр Иванович               | князь, коллежский советник              |
| 1797—1798     | Черкасский Борис Михайлович         | князь, статский советник                |
| 1798—1799     | Санти Александр Францевич           | граф, майор                             |
| 1799—1800     | Гагарин Пётр Иванович               | князь, статский советник                |
| 1800—1807     | Норов Василий Алексеевич            | подполковник                            |
| 1807—1814     | Гагарин Пётр Иванович               | князь, статский советник                |
| 1814—1815     | Норов Василий Алексеевич            | подполковник                            |
| 1815—1823     | Гагарин Пётр Иванович               | князь, статский советник                |
| 1823—1826     | Новиков Иван Андреевич              | статский советник                       |
| 1826—1829     | Гагарин Пётр Иванович               | князь, действительный статский советник |
| 1829—1832     | Рославлев Иван Николаевич           | подполковник                            |
| 1832—1838     | Черкасский Николай Борисович        | князь, коллежский асессор               |
| 1838—1847     | Дашков Александр Аполлонович        | капитан                                 |
| 1847—1850     | Дашков Николай Матвеевич            | штабс-капитан                           |
| 1850—1853     | Гомзяков Адриан Фёдорович           | коллежский асессор                      |
| 1853—1856     | Бреверн Фёдор Логинович             | генерал-майор                           |
| 1856—1865     | Скорняков Яков Петрович             | подпоручик                              |
| 1865—1869     | Вельяшев Пётр Иванович              | генерал-майор                           |
| 1869—1875     | Новиков Николай Николаевич          | надворный советник                      |
| 1875—188?     | Львов Геннадий Николаевич           | действительный статский советник        |
| 188?— до 1895 | Граматин Николай Платонович1890     | действительный статский советник        |
| до 1895 —1901 | Сазонов Иван Николаевич             | капитан 2-го ранга                      |
| 1902—1905     | Крюденер-Струве Александр Амандович | барон, коллежский секретарь             |
| 1905—1912     | Бутурлин Дмитрий Александрович      | губернский секретарь                    |
| 1912—1917     | Тихонов Николай Васильевич          | генерал-майор                           |

## Демографическая справка

### Дореволюционная статистика
Население в 1894 г. составляло порядка 119 тысяч человек, из которых выделяли:
- дворян: 389
- духовного сословия: 488
- почетных граждан и купцов: 2120
- крестьян: 107 322
- мещан: 5136
- военного сословия: 2817
- прочих: 719.

Причем особо отмечалось количество раскольников — 4842 души.

### Постреволюционная статистика
Население уезда проживает в 311 сельских селениях, 14 местечках, 7 погостах и 34 отдельных хуторах и усадьбах. Хозяйств — 16 011.
По количеству население составляло:
- 1917 год — 83 361 чел.
- 1920 год — 55 148 чел.
- 1923 год — 92 175 чел.

По составу к 1923 году в %:
- рабочих — 16,1
- советских работников — 2,2
- крестьян — 79,5
- прочих — 2,2.

## Экономическая справка
Как заметно по классовому составу, основу экономики уезда составляло сельское хозяйство. Основной зерновой культурой была рожь. Во время раскопок на территории бывшего Коломенского уезда были обнаружены зёрна проса и чечевицы, а также два лемеха с приборами. Находки относятся ко времени не позднее XIV века.
Кроме того, по землям уезда проходило несколько оживлённых торговых путей, имевших общегосударственное значение. И крестьяне многих селений вовлекались в торговлю.
Коломенский уезд был одним из самых богатых уездов Российской империи. Так, в 1892 году государственная казна получила платежей на сумму 243 625 рублей, в том числе:
- выкупных 167 261 руб.;
- государственного земельного налога 5613 руб.;
- земского сбора 24 870 руб.;
- волостного 28 440 руб.

## Преобразование в Коломенский район
Как административно-территориальная единица Коломенский уезд просуществовал до 1929 года. Тогда в Московской и других областях были созданы районы, в том числе и Коломенский. От бывшего Коломенского уезда отошли сотни гектаров земель со многими населёнными пунктами к вновь созданным районам: Воскресенскому, Малинскому, Озерскому, Ступинскому. А земли вдоль Оки из ведения Рязанской области перешли в состав Коломенского района. В Коломенский район влилось более 30 деревень и сёл из Зарайского и Егорьевского уездов.

## Персоналии
- Пётр Ионович Губонин — купец первой гильдии, промышленник и меценат.

## Карты
| Сборный лист военно топографической карты Московской губернии 1860 г. Масштаб: 2 версты в дюйме (1 см-840м). | Сборный лист военно топографической карты Московской губернии 1860 г. Масштаб: 2 версты в дюйме (1 см-840м). | Сборный лист военно топографической карты Московской губернии 1860 г. Масштаб: 2 версты в дюйме (1 см-840м). | Сборный лист военно топографической карты Московской губернии 1860 г. Масштаб: 2 версты в дюйме (1 см-840м). | Сборный лист военно топографической карты Московской губернии 1860 г. Масштаб: 2 версты в дюйме (1 см-840м). | Сборный лист военно топографической карты Московской губернии 1860 г. Масштаб: 2 версты в дюйме (1 см-840м). | Сборный лист военно топографической карты Московской губернии 1860 г. Масштаб: 2 версты в дюйме (1 см-840м). | Сборный лист военно топографической карты Московской губернии 1860 г. Масштаб: 2 версты в дюйме (1 см-840м). | Сборный лист военно топографической карты Московской губернии 1860 г. Масштаб: 2 версты в дюйме (1 см-840м). | Сборный лист военно топографической карты Московской губернии 1860 г. Масштаб: 2 версты в дюйме (1 см-840м). | Сборный лист военно топографической карты Московской губернии 1860 г. Масштаб: 2 версты в дюйме (1 см-840м). | Сборный лист военно топографической карты Московской губернии 1860 г. Масштаб: 2 версты в дюйме (1 см-840м). | Сборный лист военно топографической карты Московской губернии 1860 г. Масштаб: 2 версты в дюйме (1 см-840м). |
| --- | --- | --- | --- | --- | --- | --- | --- | --- | --- | --- | --- | --- |
| (При нажатии на необходимый лист будет осуществлён переход на соответствующую карту.)                        | | | | | | | | | | | | |